# Lorenzo James Henrie
Lorenzo James Henrie (Phoenix, 29 giugno 1993) è un attore statunitense.
È noto principalmente per la sua interpretazione nella serie televisiva Fear the Walking Dead.

## Biografia
Figlio di Linda Finocchiaro (di origine italiana) e Jim Henrie, Lorenzo James Henrie è nato il 29 giugno 1993 a Phoenix, in Arizona. È fratello minore di David Henrie, anche lui attore, conosciuto principalmente per aver recitato nella serie televisiva I maghi di Waverly. Ha frequentato la Cheyenne Traditional School, la St. Francis De Sales High School e la Notre Dame High School a Sherman Oaks, in California.

## Carriera
La sua carriera da attore ha inizio nel 2004, anno in cui è apparso in alcune serie televisive di successo, tra cui Malcolm e Settimo cielo. Negli anni successivi ha continuato a recitare come guest star in altre serie, tra cui Ghost Whisperer - Presenze, Cold Case - Delitti irrisolti e CSI: Miami. Per quanto riguarda l'ambito cinematografico, nel 2004 è stato membro, insieme al fratello David, del cast di Arizona Summer; nel 2009 è apparso nel film di fantascienza di J. J. Abrams Star Trek e successivamente, nel 2015, ha recitato nella commedia Il superpoliziotto del supermercato 2.
Dopo essere apparso in altre serie televisive, dal 2015 al 2016 è stato parte del cast principale di Fear the Walking Dead, spin-off e prequel della serie televisiva The Walking Dead, in cui ha interpretato il ruolo di Christopher James "Chris" Manawa.
Nel 2016 fa parte del cast della quarta stagione di Agents of S.H.I.E.L.D. nel ruolo di Gabriel "Gabe" Reyes, fratello minore del nuovo Ghost Rider, ovvero Roberto "Robbie" Reyes.

## Filmografia

### Cinema
- Arizona Summer, regia di Joey Travolta (2004)
- Star Trek, regia di J. J. Abrams (2009)
- Almost Kings, regia di Philip G. Flores (2010)
- Il superpoliziotto del supermercato 2 (Paul Blart: Mall Cop 2), regia di Andy Fickman (2015)
- Warrior Road, regia di Brad Jayne (2017)
- Riding 79, regia di Karola Hawk (2016)
- Solo mia (Only Mine), regia di Michael Civille (2019)
- This Is the Year, regia di David Henrie (2020)

### Televisione
- Malcolm (Malcolm in the Middle) – serie TV, 1 episodio (2004)
- Settimo cielo (7th Heaven) – serie TV, 6 episodi (2004)
- LAX – serie TV, 1 episodio (2004)
- Ghost Whisperer - Presenze (Ghost Whisperer) – serie TV, 1 episodio (2005)
- Wanted – serie TV, 1 episodio (2005)
- Cold Case - Delitti irrisolti (Cold Case) – serie TV, 2 episodi (2006)
- CSI: Miami – serie TV, 1 episodio (2007)
- NCIS: Los Angeles – serie TV, 1 episodio (2010)
- An American Education, regia di Craig Zisk – film TV (2014)
- Fear the Walking Dead – serie TV, 16 episodi (2015-2016)
- Agents of S.H.I.E.L.D. – serie TV, 4 episodi (2016)
- Kevin Can Wait – serie TV, 1 episodio (2018)

## Riconoscimenti
- 2004 – Young Artist Award[6]
  - Candidatura come Miglior giovane attore di 10 anni o meno in un film per Arizona Summer

- 2017 – Saturn Award
  - Candidatura come Miglior giovane attore in una serie televisiva per Fear the Walking Dead

## Doppiatori italiani
Nelle versioni in italiano delle opere in cui ha recitato, Lorenzo James Henrie è stato doppiato da:
- Flavio Aquilone in CSI: Miami
- Gabriele Patriarca in Fear the Walking Dead
- Alex Polidori in Agents of S.H.I.E.L.D.
- Francesco Valeri in This is the Year